# Syntretus fuscivalvis
Syntretus fuscivalvis är en stekelart som beskrevs av Van Achterberg och Haeselbarth 2003. Syntretus fuscivalvis ingår i släktet Syntretus och familjen bracksteklar. Arten är reproducerande i Sverige. Inga underarter finns listade i Catalogue of Life.